# East Cowes Castle

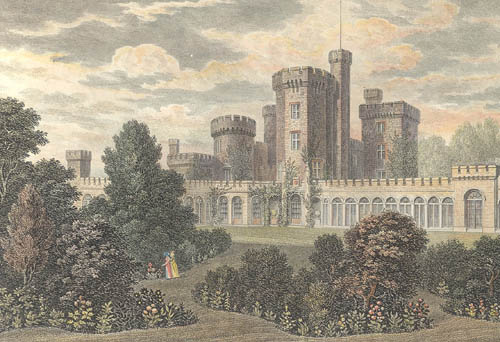
East Cowes Castle 1824

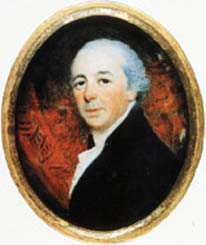
John Nash

East Cowes Castle war ein Landhaus in der Stadt East Cowes auf der englischen Insel Isle of Wight. Der Architekt John Nash entwarf es, ließ es bauen und lebte dort von der Fertigstellung bis zu seinem Tod 1835. Die Bauarbeiten begannen schon 1798. Nash liegt auf dem Anwesen begraben.
Das Bauwerk wurde wegen seiner aufwändigen, burgähnlichen Ausstattung mit Zinnen, seinen gotischen Tourellen und Türmen bekannt, ebenso wie für die illustren Gäste Nashs, z. B. den Prinzregenten oder den Maler William Turner, der das Gebäude auch malte.
Nach Nashs Tod wurde das Anwesen an den Earl of Shannon verkauft, der im südlichen Teil des Anwesens eine Loggia hinzufügen ließ. Nach dem Tod des Earls 1846 wurde das Anwesen erneut verkauft. Der letzte Bewohner war ein Feldmarschall aus dem Zweiten Weltkrieg, John Vereker, 6. Viscount Gort, der das Anwesen 1902 erwarb. Der erste Viscount Gort war Jahre zuvor von der Burg beeindruckt und hatte den Bau von Lough Cutra Castle in Irland, entworfen von Nash im selben Stil, beauftragt.
Im Zweiten Weltkrieg überließ man die Burg der British Army. Unter deren Nutzung litt der Zustand des Gebäudes erheblich. Auch nach dem Krieg wurde das Gebäude weiterhin vernachlässigt und verfiel so weit, dass es 1960 abgerissen wurde. John Nashs originale, nördliche Loggia und ein originales Eishaus sind aber bis heute erhalten. Auch die Turmuhr der Burg gibt es noch; sie ist im Museum von Carisbrooke Castle ausgestellt.

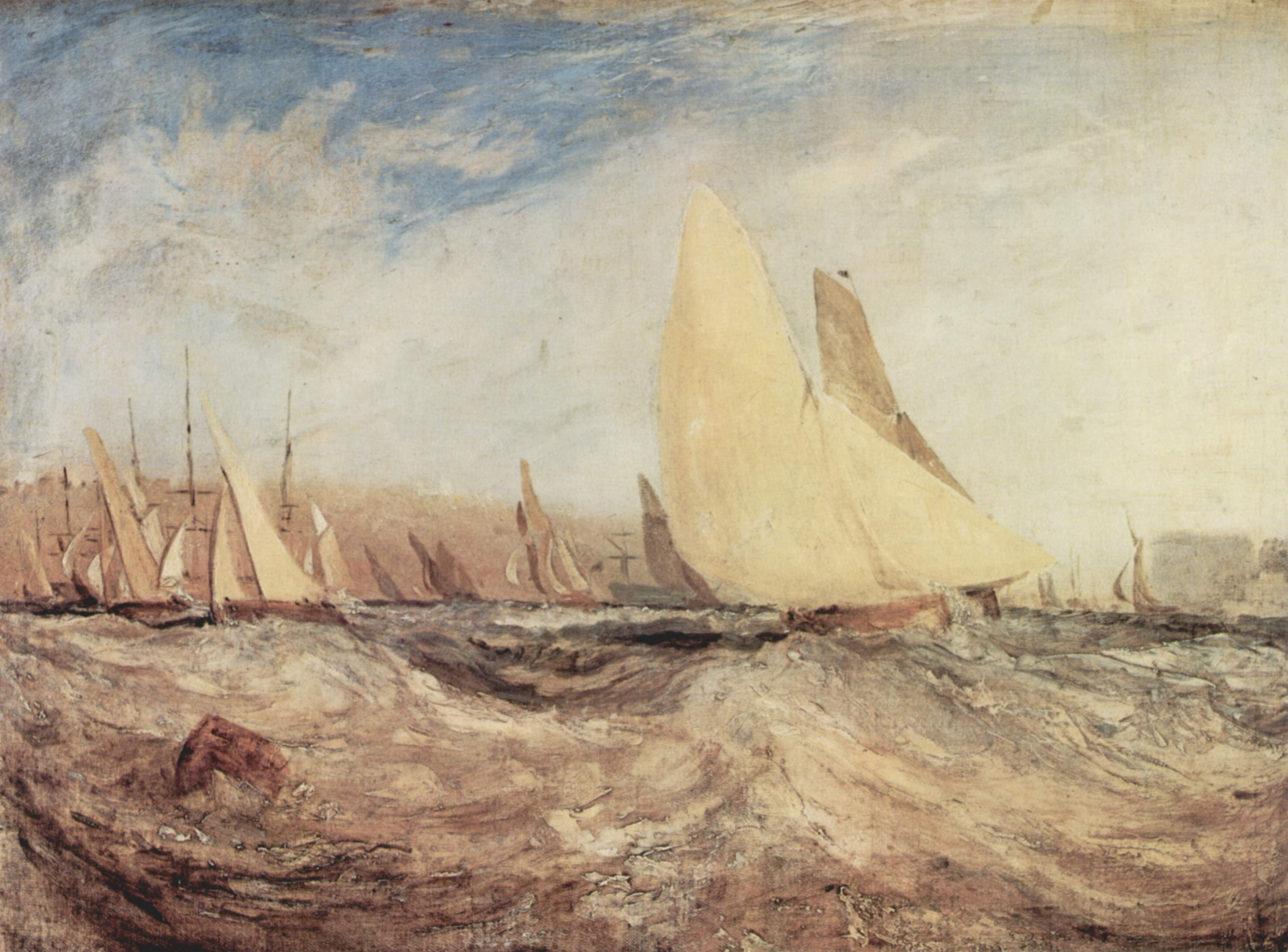
Segelregatta von East Cowes Castle. Gemälde von William Turner (1828)